# آیشن گورجان
آیشن گورجان (به انگلیسی: Ayşen Gürcan) (زاده ۱۹۶۳ میلادی بوردور ترکیه) عضو هیئت علمی بخش علوم تربیتی در دانشکده ادبیات دانشگاه علوم بازرگانی استانبول، مدیر کل سابق تحقیقات خانواده و اجتماع در وزارتخانه خانواده و سیاست اجتماعی ترکیه و اولین وزیر زن باحجاب تاریخ ترکیه است.
آیشن گورجان که تحقیقات مختلفی در امور خانواده و سیاست‌های کنترل جمعیت دارد.

## زندگی شخصی
وی سه فرزند دارد.

## تحصیلات
وی در سال ۱۹۸۶ از دانشگاه آنادولو فارغ‌التحصیل شد.

## رسیدن به وزارت
در تاریخ ششم شهریور ۱۳۹۴ در کابینه دولت موقت ترکیه آیشن گورجان به عنوان اولین وزیر زن محجبه در تاریخ ترکیه به سمت وزارت خانواده و اموراجتماعی انتخاب شد.